# Жалайыр-Найманский тектонический пояс
Жалайыр-Найманский тектонический пояс — крупная геологическая структура, протянувшаяся в юго-западном направлении от Центрально-Казахстанского до Тянь-Шанских каледонских массивов. Состоит из трех частей: западный пояс — Кокшетау — Улытау — Каратау; центральный — Степняк (Ерейментау) — Бетпакдала — Северный Тянь-Шань; восточный — Бозшаколь — гора Баянаул. На северо-востоке тектонического пояса находится Шу—Илейский аитиклинарий на юго-западе — Жалайыр-Найманский синклинорий, далее Коныртобе — Шуский антиклинорий. Между двумя последними расположен Жалайыр-Найманский пояс тектонических разломов. Нижняя часть разреза Жалайыр-Найманская синклипория сложена кембрийскими формациями кварца и полевых шпатов, сиилита и диабаза. Эти формации прорваны ультраосновными и основными габбро-перидотитовыми формациями. Верхняя часть пояса изрезана мощными разломами, разделена на мелкие блоки. В Жалайыр-Найманской синклинории залегают полезные ископаемые, образовавшиеся в результате магматизма. В комплексе раннего ордовика сконцентрированы асбест, титан, кобальт, никель и другие руды. В ультрамафитах и основных вулканитах встречаются медные руды и абразивные граниты. В магматических породах девона образовались месторожденияния молибдена, вольфрама, олова, золота, полиметаллов.